# 原随園
原 随園（はら ずいえん、1894年（明治27年）3月19日 - 1984年（昭和59年）3月25日）は、日本の西洋史学者。正しくは原 隨園（「隨」は「随」の旧字体）。
愛知県名古屋市出身。第八高等学校卒、東京帝国大学卒。姫路高等学校 (旧制)教授、1924年東北帝国大学助教授、1933年京都帝国大学文学部西洋史教授。同年「テセウス伝説考」で京大文学博士。京都大学図書館長、文学部長。1957年定年退官、名誉教授、立命館大学教授。1964年退職。専門は古代ギリシア史。

## 経歴

### 学歴
- 1911年（明治44年）
  - 3月 - 愛知県立第一中学校（現：愛知県立旭丘高等学校）卒業
  - 9月 - 第八高等学校第一部乙類（英語文科）入学
- 1913年（大正2年）- 特待生に選抜
- 1914年（大正3年）
  - 7月 - 第八高等学校第一部乙類（英語文科）首席卒業
  - 9月 - 東京帝国大学文科大学史学科西洋史学 入学
- 1917年（大正6年）7月 - 東京帝国大学文科大学史学科西洋史学 卒業

### 職歴
- 1917年（大正6年）9月
  - 東京帝国大学文科大学 副手（～1923年（大正12年）3月）
  - 早稲田大学文学部 講師（～1923年（大正12年）12月）
- 1923年（大正12年）12月 - 姫路高等学校 講師
- 1924年（大正13年）3月 - 姫路高等学校 教授
- 1925年（大正14年）9月 - 東北帝国大学法文学部 助教授
- 1928年（昭和3年）3月～1930年（昭和5年）6月 - ドイツ、ギリシャ、アメリカにおいて史学研究
- 1930年（昭和5年）7月 - 京都帝国大学文学部 助教授
- 1933年（昭和8年）5月
  - 京都帝国大学文学部 教授
  - 「テセウス伝説考」により学位（文学博士）取得
- 1941年（昭和16年）11月 - 京都帝国大学 評議員（～1943年（昭和18年）11月）
- 1947年（昭和22年）5月 - 京都帝国大学付属図書館 館長（～1949年（昭和24年）11月）
- 1948年（昭和23年）
  - 4月 - 財団法人京都学芸協会京都図書館学校 校長（～1949年（昭和24年））
  - 9月 - 京都大学　文学部長（～1950年（昭和25年）9月）
- 1949年（昭和24年）6月1日 - 京都大学 教育学部長事務取扱（～1950年（昭和25年）9月9日）
- 1952年（昭和27年）8月 - 京都大学　文学部長再任（～1954年（昭和29年）8月）
- 1953年（昭和28年）4月 - 京都大学　評議員再任（～1954年（昭和29年）8月）
- 1957年（昭和32年）
  - 3月 - 定年退官（名誉教授授与）
  - 4月
    - 立命館大学文学部 教授（～1964年（昭和39年3月））
    - 立命館大学大学院 文学研究科長
- 1964年（昭和39年）
  - 4月 - 立命館大学　特任教授（～1972年（昭和47年3月））
  - 勲二等旭日重光章　受章
- 1984年（昭和59年）3月25日 - 満90歳没

## 著書

### 単著
- 『西洋史概論』稲門堂書店 1923
- 『ギリシア史研究』岩波書店 1928
- 『新義西洋史』現代史学大系 第13巻：共立社書店 1935
- 『希臘神話』教養文庫31：弘文堂 1939
- 『ギリシア史研究』全3巻 創元社 1942-1944
- 『世界史への断想』創元社 1942
- 『渉史漫筆』大八洲出版 1946
- 『歴史を学ぶ』日本叢書44：生活社 1946
- 『ギリシア文化』百花文庫16：創元社 1947
- 『自由主義の歴史』全國書房 1947
- 『ギリシアの神々』創元社 1951
- 『私はこう生きたい』本願寺出版協会 1963
- 『美の東西』新潮社 1971
- 『歎異抄 聖典講座』本願寺出版協会 1973
- 『アレクサンドロス大王の父』新潮社 新潮選書 1974
- 『ギリシア史研究余滴』同朋舎 1976

### 共著・共編
- 『現代政治の課題：現代日本政治講座6』堀真琴編 昭和書房 1942
- 『ギリシャ史：世界歴史大系 第17 西洋古代史 第3』林武雄共著 平凡社 1948
- 『近代精神の探求：京都大学学生部叢書第11編』京都大学学生部編 明窓書房 1948
- 『新しき生活の発見』一味出版部 1949
- 『西洋史辞典』井上智勇共編 創元社 1950
- 『新考世界史 上巻 ・下巻』日本教職員組合近畿協議会高等学校教科書編纂委員会編 教育タイムス社出版部 1950
- 『新考世界史 普及版』日本教職員組合近畿協議会高等学校教科書編纂委員会編 教育タイムス社出版部 1951
- 『高等学校社会科用 世界史』教育図書 1954
- 『高等学校社会科用 新制世界史』教育図書 1956
- 『高等学校社会科世界史教育講座』文部省初等中等教育局高等学校教育課監修 学校教育研究所 1969

### 監修
- 『ギリシャ民族の活躍』新光社 1934
- 『世界史アルバム』創元社 1950
- 『中学校社会科用 新制社会 中学1～３年上・下』新制社会科研究会編 日地出版 1952
- 『中学校社会科用 新制社会 中学1～３年：教授用書』新制社会科研究会編 日地出版 1953
- 『新考世界史：補訂』史学教育研究会編 黎元社 1953
- 『新講座地理と世界の歴史』全9巻 雄渾社 1955-1957

### 翻訳
- アリストテレス『アテナイ人の国家』岩波文庫 1928
- エマヌエル・レヴィ『希臘彫刻史』訳編 創元社 1942 史学叢書
- ハーゼブレック『都市国家と経済』市川文蔵共訳 創元社 1943 史学叢書
- 『世界文化史物語 H・G・ウェルズによる：世界少年少女文学全集 第2部18』丹下富士男絵 東京創元社 1957
- 親鸞「さとりと救い」『現代語訳しんらん全集 第7巻：教行信証2』結城令聞監修 普通社 1959
- 親鸞「さとりとすくい」『現代語訳親鸞全集 第7集：教行信証2』結城令聞監修 講談社 1975※普通社刊の増補改訂再刊